# Boris Tellegen
Boris Tellegen (Amsterdam, 1968), ook bekend als DELTA, is een Nederlands beeldend kunstenaar, graffitischrijver en installatiekunstenaar.

## Biografie

### Graffiti
Ik ging me Delta noemen – een mooi woord, ook door die vijf letters. We schreven overal onze namen. Geleidelijk kwamen we erachter dat het niet alleen ging om je domein afbakenen. Je wilde je tags ook zo mooi mogelijk hebben.— Boris Tellegen in De Volkskrant, 2009
Tellegen werd geboren in Amsterdam en groeide op in een creatief gezin: hij is de zoon van schrijver Toon Tellegen. In 1984 begon Tellegen zijn carrière als graffitischrijver onder de naam DELTA. Samen met onder andere Shoe (Niels Meulman), Jaz (Jasper Krabbé) en Joker vormde hij in de jaren 1980 de graffiti-crew genaamd United Street Artists (USA). Hij wordt gezien als een van de pioniers op het gebied van 3D-graffiti. In 2016 bracht hij de reproductie van zijn schetsboeken (1986 tot en met 1997) uit in het 384 pagina’s tellend boek '8697'.

### post-Graffiti
In 1988 begint Tellegen de studie industriële vormgeving aan de Technische Universiteit Delft, die hij in 1994 afrondt. Kunst en architectuur kwamen in 2014 samen toen Tellegen in samenwerking met architectenbureau Heren 5 de voorgevel van het wooncomplex Huis van Hendrik in Haarlem ontwierp.
2017 stond in het teken van A Friendly Takeover, de solo-expositie en tevens overzichtstentoonstelling in het Brusselse Millennium Iconoclast Museum of Art (MIMA).
Als viering van '100 jaar De Stijl' realiseerde Tellegen in 2018 een grootschalig kunstproject in de openbare ruimte. Tussen Utrecht en Amersfoort werden tien sculpturen van elk 6,70 meter hoog geplaatst die de band tussen Gerrit Rietveld en Piet Mondriaan moeten onderstrepen.

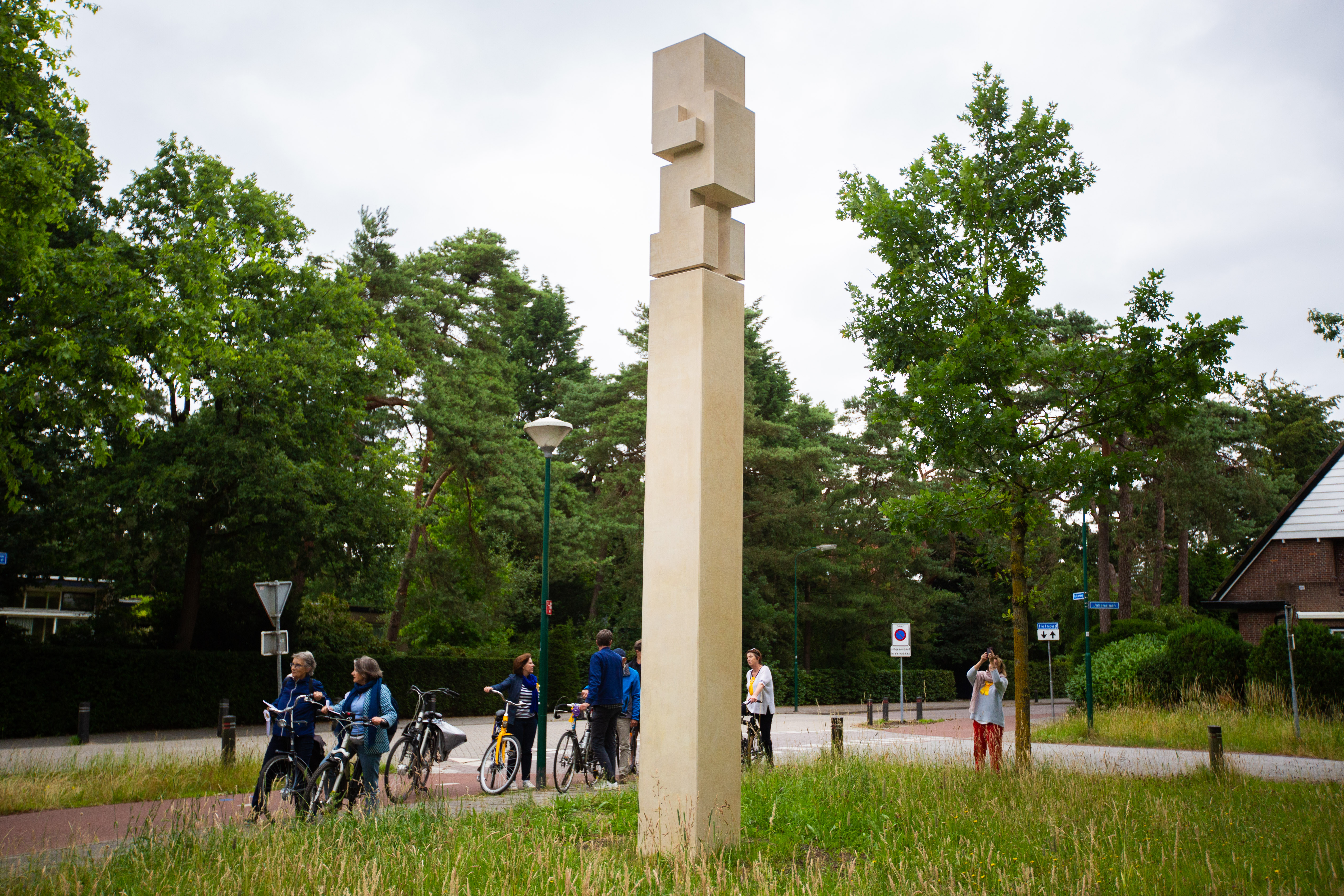
'Sokkel', Bilthoven
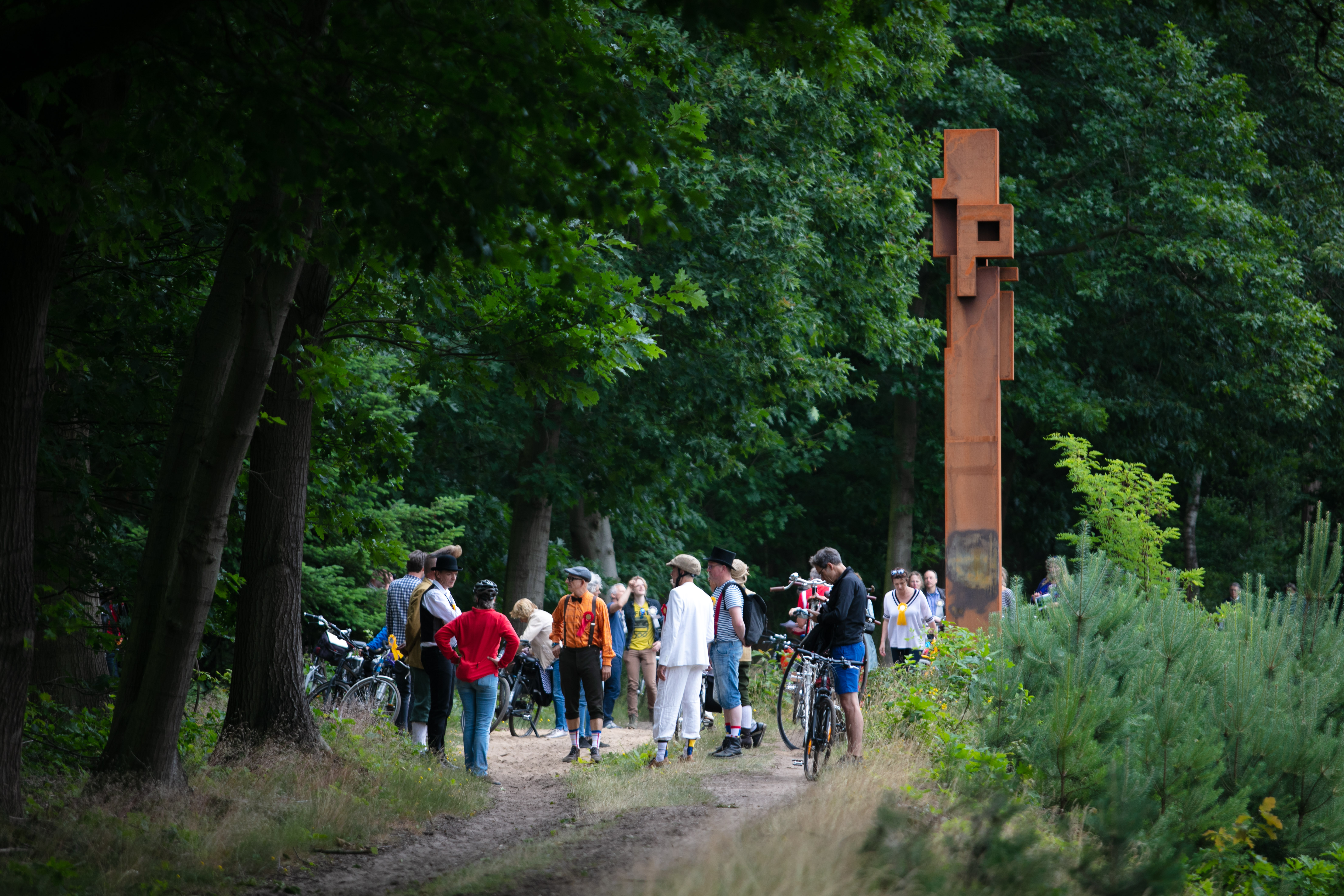
'Utopie', Amersfoort
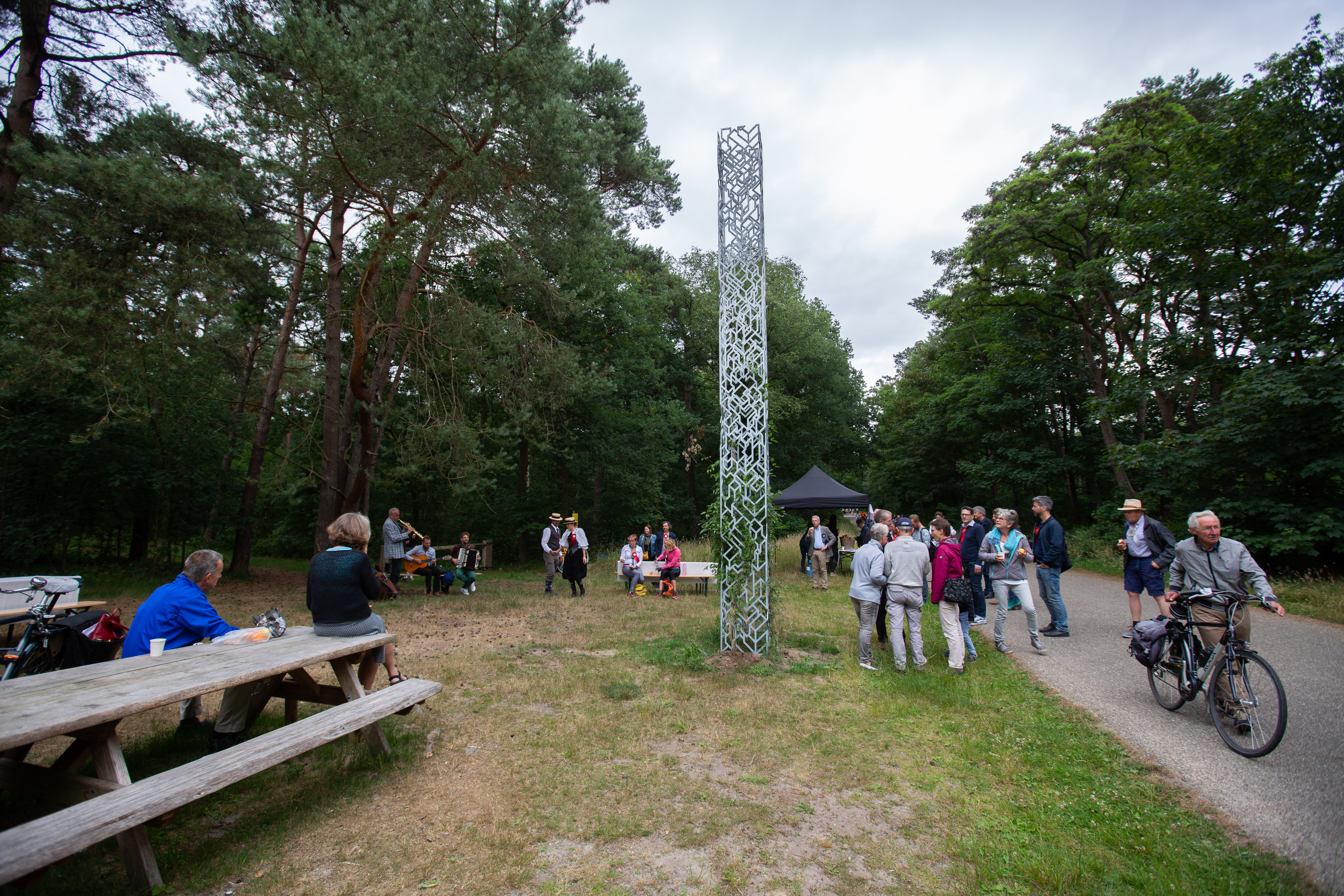
'Groen', Soest

## Exposities (selectie)
Solo-exposities

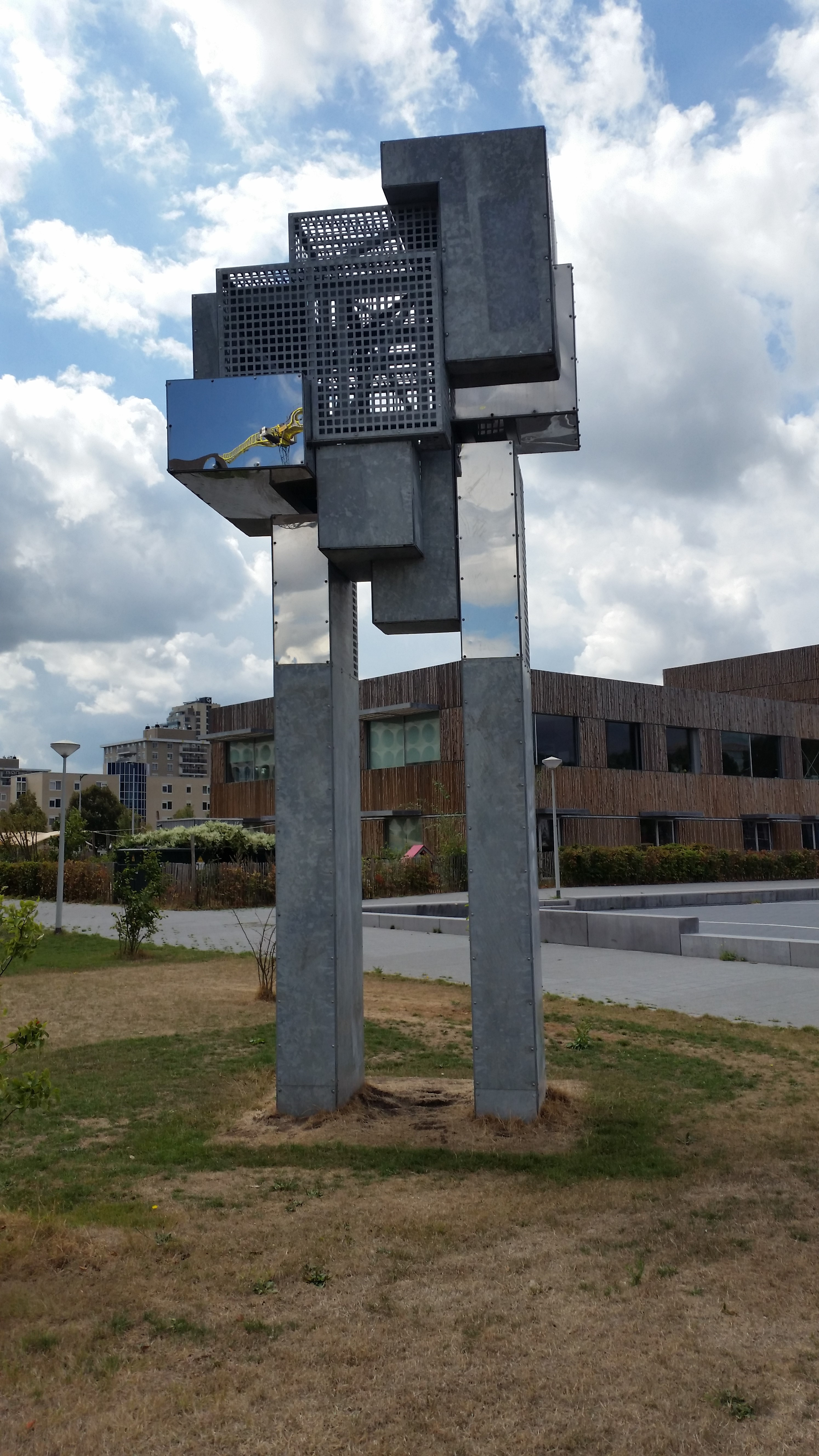
'De wachter' in Amsterdam

- 2018: Ron Mandos Gallery, Amsterdam
- 2017: Millennium Iconoclast Museum of Art (MIMA), Brussel, België
- 2017: Mondriaanhuis, Amersfoort
- 2012: Ron Mandos Gallery, Amsterdam
- 2011: Muziekgebouw aan 't IJ, Amsterdam
- 2010: Kunstinstelling De Fabriek, Eindhoven
- 1998: Musée des Beaux-Arts de Tourcoing, Tourcoing, Frankrijk

## Werk in de openbare ruimte (selectie)
Commissie werk in de openbare ruimte.
- 2018 - 10 sculpturen voor 'De Stijl fietsroute' tussen Utrecht en Amersfoort[10][11]
- 2015 - sculptuur 'De wachter', Amsterdam
- 2014 - gevelontwerp voor wooncomplex Huis van Hendrik, Haarlem
- 2011 - sculptuur, Enschede[12]